# Okręg wyborczy Sleaford and North Hykeham
Okręg wyborczy Sleaford and North Hykeham powstał w 1997 r. i wysyła do brytyjskiej Izby Gmin jednego deputowanego. Okręg położony jest w hrabstwie Lincolnshire.

## Deputowani do brytyjskiej Izby Gmin z okręgu Sleaford and North Hykeham
- 1997– : Douglas Hogg, 3. wicehrabia Hailsham, Partia Konserwatywna